# Katarzyna Skoniecka
Katarzyna Skoniecka (ur. 22 marca 1979 w Lublinie) – polska aktorka teatralna, telewizyjna i filmowa.

## Życiorys
W 2000 została absolwentką Akademii Sztuk Wizualnych w Poznaniu. Pierwsze kroki sceniczne stawiała w 2003 w Teatrze Polskim we Wrocławiu, debiutując w spektaklu Trzy kobiety wokół mojego łóżka. W 2004 ukończyła Państwową Wyższą Szkołę Teatralną im. Ludwika Solskiego w Krakowie. Potem występowała w Teatrze im. Juliusza Osterwy w Lublinie, gdzie zagrała postać bardzo niegrzecznej pensjonarki w spektaklu Najlepsze lata panny Jean Brodie (2005), a w przedstawieniu Juliana Tuwima Żołnierz królowej Madagaskaru (2006) wcieliła się w rolę Kamilli – nie objawiającej talentu teatralnej gwiazdy, która omotała nie tylko ród Mąckich, ale i bezwstydnie uwodziła cnotliwego mecenasa Mazurkiewicza. Jej talenty kusicielki można było podziwiać także na małym ekranie w serialu Polsatu Pierwsza miłość (2006–2007), gdzie zagrała rolę demonicznej Moniki Wagner, doradcy finansowego w Powiatowym Urzędzie Pracy we Wrocławiu, z którą na konsultacjach spotykał się Paweł Krzyżanowski, niszczącej swoimi intrygami i niecnymi zakusami idealne uczucie pary głównych bohaterów. To przez nią Marysia i Paweł rezygnują ze ślubu, nieomal tuż przed ołtarzem. Na dużym ekranie pojawiła się po raz pierwszy w filmie drogi Osiemnaście (2004). Na srebrnym ekranie wystąpiła także w roli sekretarki w „Cowexie” w jednym z odcinków serialu TVN Kryminalni (2005), sitcomie Polsat Świat według Kiepskich (2007) i sitcomie TV4 Sex FM (2007).
Uczestniczyła w realizacji nagrania płyty CD/mp3 zawierającej pełną i kompletną treść książki Johanna Wolfganga Goethego Cierpienia Młodego Wertera (seria Audiobiblioteka Literatury, wyd. Biblios 2006). W 2009 wystąpiła w reklamie napojów Zbyszko i sieci telefonów komórkowych Era.

## Filmografia
| Filmy |              |       |                |
| Rok   | Tytuł        | Rola  | Uwagi          |
| 1999  | Noc          | Karen | etiuda szkolna |
| 2004  | Osiemnaście  |       |                |
| 2021  | Ostatni walc | Hanna | etiuda szkolna |

| Produkcje telewizyjne |                                 |                                                           |                                                                                  |
| Rok                   | Tytuł                           | Rola                                                      | Uwagi                                                                            |
| 2001                  | Graczykowie, czyli Buła i spóła | Zosia                                                     | serial telewizyjny, odcinek: 29                                                  |
| 2013–2014             | Klan                            | Dagmara „Daga”, pracownica Agencji Reklamowej „CD Studio” | serial telewizyjny, w odcinku 2457 wymieniona w napisach pod nazwiskiem Skonicka |
| 2005                  | Kryminalni                      | sekretarka w „Cowexie”                                    | serial telewizyjny, odcinek: 31                                                  |
| 2005–2007             | Pierwsza miłość                 | Monika Wagner                                             | serial telewizyjny                                                               |
| 2007                  | Świat według Kiepskich          | redaktorka                                                | serial telewizyjny, odcinek: 253                                                 |
| 2007                  | Sex FM                          | Ewa, kierownik produkcji                                  | serial telewizyjny                                                               |
| 2007                  | Dwie strony medalu              | asystentka Svena                                          | serial telewizyjny, odcinek: 98                                                  |
| 2008, 2009, 2010      | Świat według Kiepskich          | dziewczyna / aktorka / kobieta                            | serial telewizyjny, odcinki: 297, 317, 325                                       |
| 2011                  | Plebania                        | Renata Majewska                                           | serial telewizyjny, odcinki: 1664, 1665                                          |
| 2013                  | Hotel 52                        | stewardessa Basia                                         | serial telewizyjny, odcinek: 79                                                  |
| 2018                  | Przyjaciółki                    | dekoratorka                                               | serial telewizyjny, odcinek: 146                                                 |
| 2018                  | Na dobre i na złe               | psychoterapeutka Anita Iwanowicz                          | serial telewizyjny, odcinki: 713, 714                                            |
| 2018                  | Barwy szczęścia                 | dyrektorka szkoły                                         | serial telewizyjny, odcinek: 1813                                                |
| 2019                  | O mnie się nie martw            | lekarka                                                   | serial telewizyjny, odcinek: 134                                                 |